# Megacyllene latreillei
Megacyllene latreillei es una especie de escarabajo longicornio del género Megacyllene, tribu Clytini, subfamilia Cerambycinae. Fue descrita científicamente por Castelnau y Gory en 1841.

## Descripción
Mide 6,3-9,9 milímetros de longitud.

## Distribución
Se distribuye por Argentina, Brasil y Uruguay.